# Olaf Kjelsberg

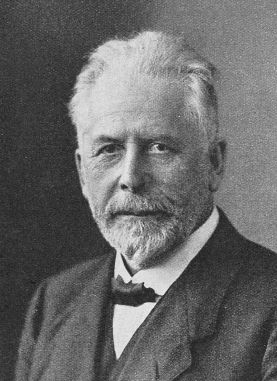
Olaf Kjelsberg (etwa 1924)

Olaf Kjelsberg (* 21. Juni 1857 in Lødingen, Norwegen; † 29. April 1927 in Winterthur) war ein norwegischer Ingenieur und Ski-Pionier, der in der Schweiz lebte.

## Leben
Kjelsberg wurde als Sohn eines Lensmanns auf den Lofoten geboren. Nach der Schulbildung in seiner Heimat trat er 1878 in die Technische Hochschule Dresden ein, wo er drei Jahre einem Ingenieurstudium nachging. 1882 wechselte Kjelsberg zur Schweizerischen Lokomotiv- und Maschinenfabrik nach Winterthur in der Schweiz, wo er unter Charles Brown Leiter des technischen Büros wurde, 1897 zum Oberingenieur aufstieg und 1907 Mitglied der Direktion wurde. Zu seinen von ihm selbst ausgebildeten Mitarbeitern gehörte unter anderem der spätere Borsig-Chefingenieur und Leiter des mit der Entwicklung der Einheitsdampflokomotiven der Deutschen Reichsbahn beauftragten Vereinheitlichungsbüros der deutschen Lokomotivfabriken, August Meister.
Die Entwicklung des mechanischen Teils der ersten elektrischen Lokomotiven wurde massgeblich durch Kjelsberg geprägt, dies ermöglichte der SLM aufgrund seiner Herkunft Lieferungen an die Norwegischen Staatsbahnen. Er arbeitete zusammen mit anderen Fachleuten an einem Gutachten zur Elektrifizierung der Schwedischen Staatsbahn und beriet englische Ingenieure bezüglich der Elektrifikation der Bahnen in Südafrika. Weiter unterstützte er die Entwicklung von Zahnradlokomotiven und den Bau einer Dampfturbinenlokomotive mit einer Turbine von Zoelly.
Neben seiner Tätigkeit als Ingenieur war Kjelsberg auch ein Pionier des Skisports. Er bestieg 1891 den Bachtel mit Ski, die nachfolgende Abfahrt gilt als erste dokumentierte Abfahrt ausserhalb Skandinaviens. Kjelsberg stellte fest, dass die anfänglich benutzten 3 Meter langen Ski aus Østerdalen für das im Vergleich zu seiner Heimat steilere Gelände in der Schweiz ungeeignet sind und sich kürzere Telemarkski besser eignen. Diese waren aber immer noch 2,5 Meter lang. 1893 bei einem Wettlauf über den Pragelpass, an dem sich Olaf Kjelsberg, der Glarner Handelsmann Christoph Iselin, der in Glarus tätige Bauingenieur Alexander von Steiger und Eduard Naef-Blumer, Kletterfreund von Kjelsberg teilnahmen, zeigte sich, dass die aus Norwegen importierten Ski der Firma Blichfeldt & Huitfeldt den Schneeschuhen bergabwärts weit überlegen waren.

### Familie
Kjelsberg war mit Maria Elisabeth Caflisch von Trin verheiratet. Mit Maria hatte er zwei Töchter und vier Söhne. Kjelsberg liess sich, ein Jahr nachdem er Oberingenieur wurde, die Villa Kjelsberg an der Pflanzschulstrasse 42 in Winterthur () bauen. Die Villa wurde von Otto Bridler zusammen mit Ernst Georg Jung 1898 im neugotischen Stil entworfen und ist heute noch erhalten.